# Hämatom (Band)
Hämatom (dt. Bluterguss) ist eine deutsche Metal-Band aus Speichersdorf in Oberfranken, die sich 2004 gegründet hat. Die Band sticht durch eine aufwändige Maskierung ihrer Mitglieder hervor und spielte zu Beginn ihrer Karriere Kinderlieder im Stil der Neuen Deutschen Härte nach.

## Geschichte

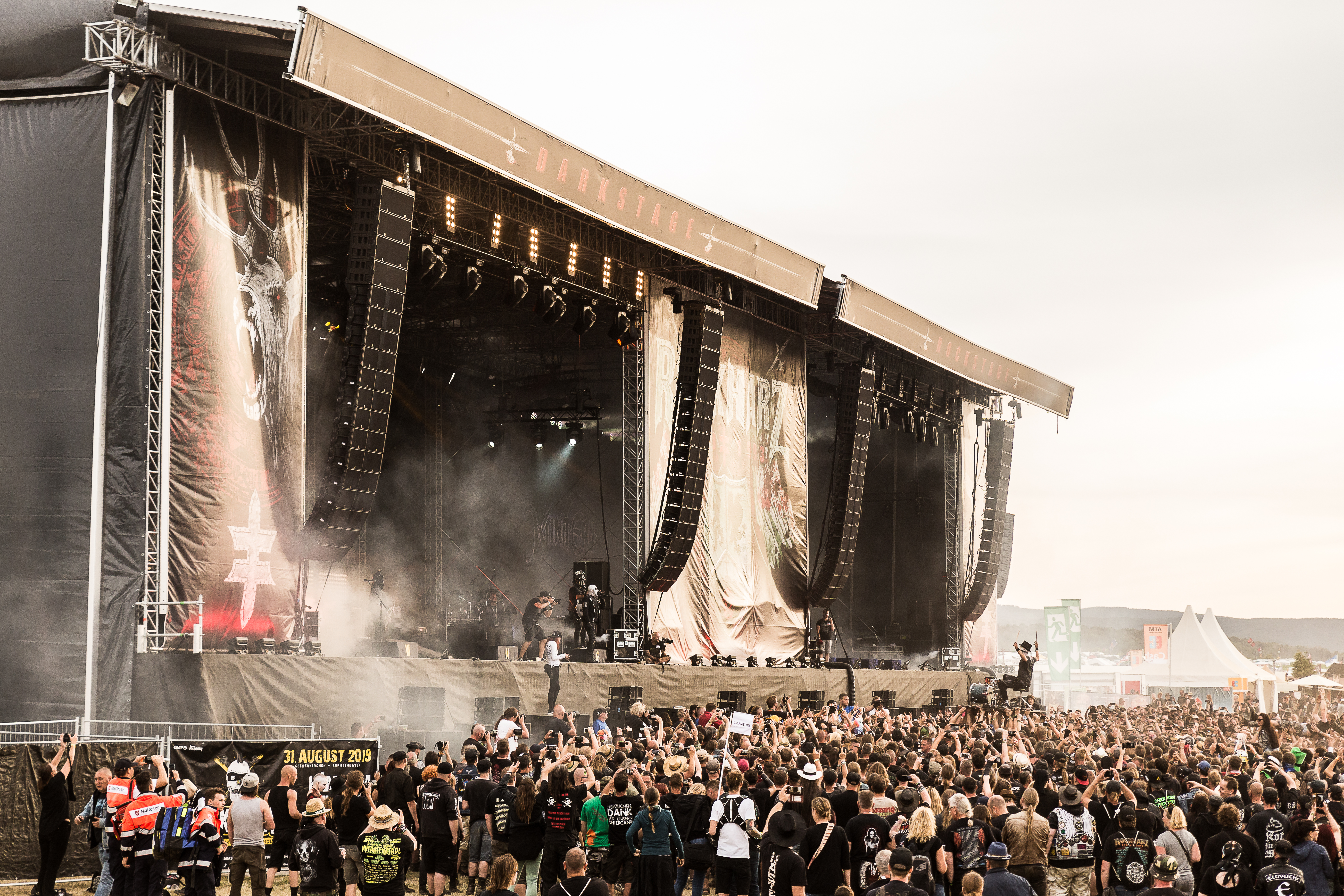
Frank „Süd“ Jooss surft mit einem Schlagzeug über die Zuschauermenge beim Rockharz 2019

Hämatom wurde bereits bei der Gründung 2004 in Speichersdorf als Gesamtkonzept aus Musik und Visualisierung angelegt. Die Mitglieder gaben sich als Pseudonyme die Namen der vier Himmelsrichtungen: Thorsten „Nord“ Scharf ist der Sänger der Band, Jacek „Ost“ Zyla spielt Gitarre, Peter „West“ Haag Bass und Frank „Süd“ Jooss Schlagzeug.
Nach der Gründung im Jahr 2004 spielten Hämatom in ihrer fränkischen Heimatumgebung die ersten Konzerte. Im April 2005 ging die Band mit J.B.O. auf Tour. Hier verkauften sie ihre erste, in Eigenregie produzierte Single Butzemann. Die nächste Single Häschen war ein Vorgeschmack auf die EP Nein. Diese erschien im September 2005 im Eigenvertrieb und beinhaltete neun teilweise von Märchen- und Kinderliedern beeinflusste Tracks. Im selben Jahr spielte die Band als Vorgruppe von Knorkator in Nürnberg und trat außerdem auf dem Earthshaker-Fest mit Bands wie Nightwish und Manowar auf, sowie auf dem Burning Fall Festival mit unter anderem Six Feet Under.
Im Februar 2006 führte die erste Headlinertour die Band durch zehn deutsche Städte. Auf dieser Tour verkaufte die Band eine spezielle Tour-Single mit den Liedern Leck mich, Schmerz und Mit dem Kopf durch die Wand, die auch auf dem kommenden Album Wut erschienen. Im Herbst des Jahres tourte die Band im Vorprogramm der Apokalyptischen Reiter durch 14 deutsche Städte.
Das Jahr 2007 begann mit der Rock-Muzik-Tour von J.B.O. durch Deutschland, Österreich und die Schweiz, die Hämatom begleiteten und in diesem Rahmen auch das erste Mal im Ausland spielten. Im April unterschrieb die Band bei dem Label Megapress, um das Album Wut über Soulfood zu vertreiben. Die Veröffentlichung folgte schließlich am 25. Januar 2008.
Im Januar 2010 veröffentlichten Hämatom ihr zweites Album, das den Titel Stay Kränk trägt. 2011 spielten sie auf dem Wacken Open Air und auf der Walpurgis-Schlacht beim Hexentanz Festival.
Im September 2011 wurde das dritte Album Wenn man vom Teufel spricht veröffentlicht, und Hämatom traten bei on3-südwild auf. Das Album stieg auf Platz 60 der deutschen Charts ein. Zu dem Lied Totgesagt doch Neugeboren – Teil 2, bei dem Pat Prziwara von Fiddler’s Green und Philipp Burger von Frei.Wild als Gastsänger auftreten, wurde vier Tage vorher ein Musikvideo auf YouTube veröffentlicht.
Die 200. Show der Band im März 2012 wurde für eine Live-DVD und -CD verewigt, die im September mit dem Titel Schutt und Asche erschien und direkt auf Platz acht der deutschen Albumcharts kletterte. Es folgte der Support der NDH-Band Eisbrecher auf deren Höllentour II. Im Juli 2013 folgte die Band einer Einladung zum Sofia-Rocks-Festival in Bulgarien, um dort als Support von Rammstein zu spielen.
Im September 2013 erschien das vierte Album Keinzeitmensch. Die Single Alte Liebe rostet nicht wurde vorab veröffentlicht. Ab Oktober ging die Band wieder auf Tour durch Deutschland, Österreich und die Schweiz.
Im Juli 2014 begannen in Zusammenarbeit mit dem Produzenten Kristian Kohlmannslehner, in dessen Kohlekeller-Studios die Arbeiten am Nachfolgealbum X. Dieses wurde im Oktober 2014 zum zehnjährigen Bandbestehen veröffentlicht und stieg auf Platz 16 der deutschen Albumcharts ein. Das Doppel-Album enthielt auch Coverversionen von u. a. Marteria, Deichkind, Jan Delay, außerdem zwei bisher unveröffentlichte und acht neu aufgenommene ältere Stücke der Band.
Die ausgedehnte Festival-Saison 2015 führte die Band zum ersten Mal zum Summer Breeze Open Air, gefolgt von der Heidenfest-Tour mit den Apokalyptischen Reitern, Finntroll und Korpiklaani durch Deutschland, Österreich und die Schweiz.
Im Januar 2016 veröffentlichten Hämatom die Singleauskopplung Fick das System!. Am 25. März 2016 erschien das sechste Studioalbum Wir sind Gott, das auf Platz fünf der deutschen Albumcharts einstieg und sich vier Wochen in den Top 100 hielt. Auch in Österreich (Platz 24) und der Schweiz (Platz 69) erreichte Wir sind Gott die Charts.
Im Januar 2018 erschien mit Bestie der Freiheit das siebte Studioalbum der Band. Damit gelang Hämatom erneut gleichzeitig der Sprung in die Chartlisten aller D-A-CH-Staaten. In Deutschland platzierte sich das Album auf Position zwei und verfehlte somit nur knapp die Chartspitze. Die Band musste sich lediglich Tocotronics Die Unendlichkeit geschlagen geben.
Am 16. August 2023 teilte die Band den Tod ihres Mitglieds Peter „West“ Haag über die sozialen Medien mit. Auf dem „West Fest“ wurde Ende 2023 der verstorbene Bassist geehrt. Am 23. Mai 2024 gaben Hämatom bekannt, dass Annika „Rose“ Jaschke die Band ab sofort als neues Mitglied an der Gitarre verstärken wird. Die Himmelsrichtung „West“ wird genauso wie die Position des Bassisten nicht neu besetzt.

## Stil

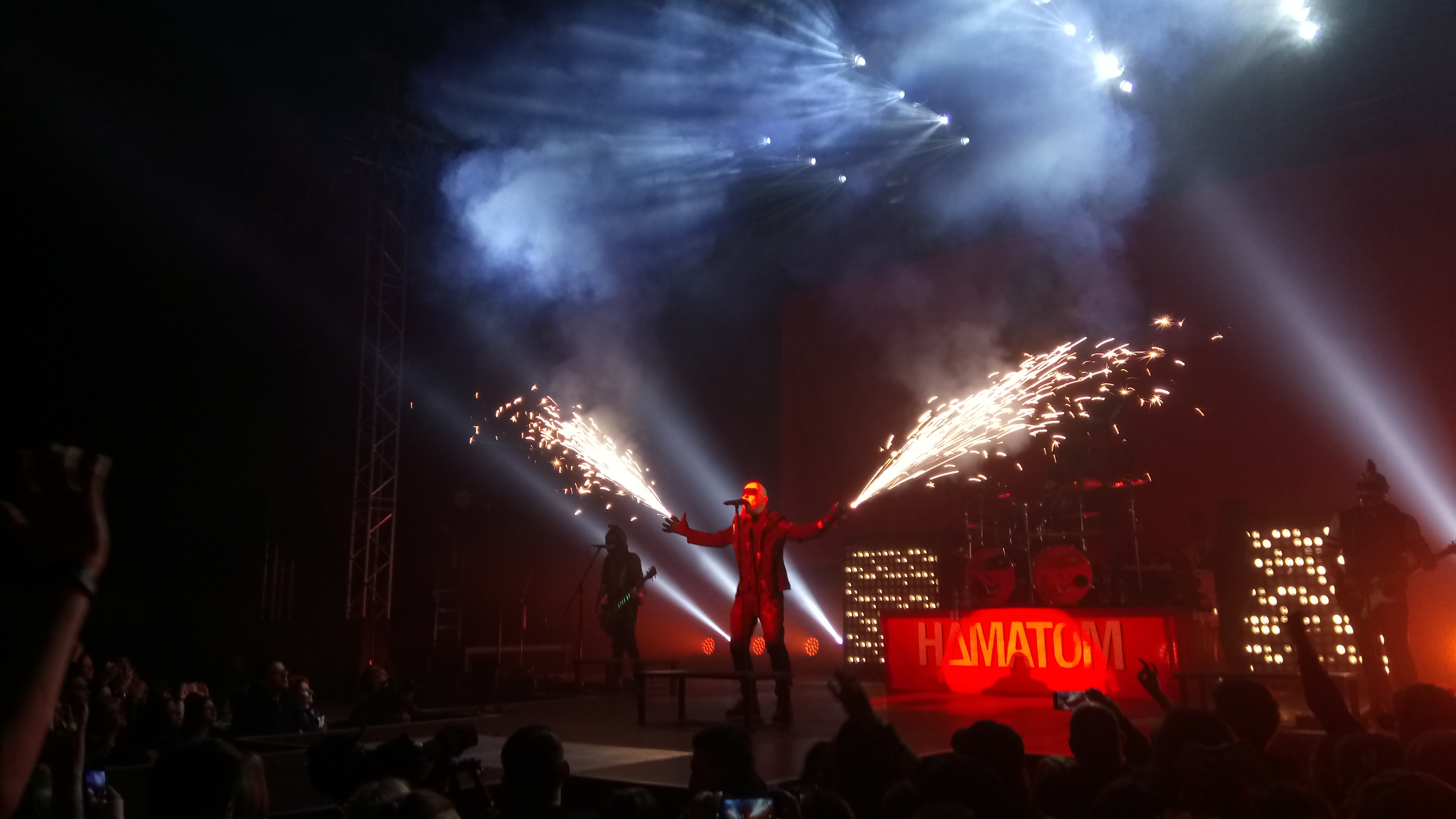
Hämatom (2018)

Die ersten Texte der Band beziehen sich auf europäische Märchen wie zum Beispiel dem Bi-ba-butzemann, Hänsel & Gretel und Heissa Kathreinerle. Die Texte sind allesamt auf Deutsch verfasst. Spätere Texte weisen nur noch ab und an einen direkten Märchenbezug auf. Das Lied Eva basiert auf der biblischen Vorlage und greift das Motiv des Sündenfalls auf humoristische Weise auf („Ich war schon immer ein Fan von dir | Im Garten Eden Sündenleben“). Apokalypse und Seelenpiraten weisen ebenfalls einen deutlichen religiösen Bezug auf. Die Songtitel Es ist nicht alles Gold was glänzt und Alte Liebe rostet nicht sind zwei Beispiele für einige Redewendungen, die in den Songs verarbeitet werden. Der Song Bester Freund, bester Feind besteht zum größten Teil aus Zitaten aus Goethes Der Zauberlehrling.
Auf den neueren Alben werden zunehmend gesellschafts- und sozialkritische Songs veröffentlicht. Beispielsweise handelt Ahoi von der Überfahrt von Flüchtlingen ins vermeintlich gelobte Land, welche in einer Schifffahrtskatastrophe endet. Die Säulen des Wahnsinns beschreiben die zunehmende soziale Schieflage („Die Reichen spielen Monopoly | Die Armen Schwarzer Peter | Auf der einen Seite Chaostage | Auf der anderen Erntedank | Kaviar auf dem Tisch | Oder Molotows im Schrank“). Die vierte Macht setzt sich kritisch mit der Medienlandschaft auseinander („Was du siehst, was hörst, was du liest | Stammt aus der Feder meiner Fantasie“). Wer hat Angst thematisiert die Fälle von Kindesmissbrauch der katholischen Kirche aus Tätersicht. Mit dem Titel Fremd stellt sich die Band gegen Fremdenfeindlichkeit und mit dem Titel I have a dream unmissverständlich gegen jede Form des Nationalsozialismus. Unter anderem befinden sich auf jedem Album Coversongs aus Rock und Hiphop, zum Beispiel I want it all (Queen) und Bilder im Kopf (Sido).

## Festivals

### Dämonentanz
Das Jubiläumskonzert zum zehnjährigen Bestehen der Band fand am 26. Dezember 2014 im Musikcenter in Trockau statt. Auf der schnell ausverkauften Veranstaltung spielten neben Hämatom auch Knorkator und Stepfather Fred. Johanna von der Vögelweide von der Band Feuerschwanz hatte mit ihrer Geige einen Gastauftritt bei Hämatom. Dieses Winterfestival mit dem Namen „Dämonentanz“ ist seither fester Bestandteil des Kalenders zum Jahresabschluss.
- 2014: Apron, Eisregen, Knorkator, Hämatom
- 2015: Apron, Varg, Die Apokalyptischen Reiter, Hämatom
- 2016: Winterstorm, Brdigung, J.B.O., Hämatom
- 2017: Maschine, Justice, To the Rats and Wolves, Stahlmann, Megaherz, Hämatom
- 2018: Beyond the Black, Stepfather Fred (Dymytry mussten krankheitsbedingt kurzfristig absagen), Freedom Call, Justice, Maschine, Hämatom

### Das laute Abendmahl
Die ausverkaufte Wir-sind-Gott-Release-Show im Bremer Aladin am Karfreitag wurde 2017 wiederholt und als das jährlich an Karfreitag stattfindende Laute Abendmahl mit befreundeten Bands und Fans etabliert.
Für das Laute Abendmahl 2019 wurden erstmals das Aladin als auch das danebenliegenden Tivoli gebucht und die beiden Bühnen abwechselnd bespielt.
- 2016: Mundtot, Hämatom
- 2017: Apron, Hämatom
- 2018: J.B.O., Schattenmann, Hämatom
- 2019: Feuerschwanz, Dymytry, Kaizaa, Hämatom
- 2022: Kaizaa, Mr. Hurley & die Pulveraffen

### West-Fest
In Gedenken an ihren verstorbenen Bassisten „West“ fand am 21. Oktober 2023 in der mit über 4.000 Besuchern ausverkauften Eventhalle Geiselwind das West Fest statt. Am Bass standen befreundete Musiker anderer Bands, unter anderem die „Füchsin“ (Gossenpoeten), Hannes Holzmann (J.B.O.), Michael Golinski (Any Given Day), Rainer Schulz (Fiddler’s Green) und Artur Mikhaylov (Dymytry). Weitere befreundete Musiker und Weggefährten performten zusammen mit Hämatom, unter anderem die 257ers, „Alea der Bescheidene“, „El Silbador“ und „Luzi das L“ von Saltatio Mortis, Dymytry sowie Jennifer Haben (Beyond the Black). Das Konzert wurde zudem im Internet live übertragen. Zu diesem Anlass schrieben Hämatom den Song „Gott muss ein Arschloch sein“, den sie erstmals auf dem West-Fest aufführten.

## Bandmitglieder

Hämatom live auf dem Rockharz 2019
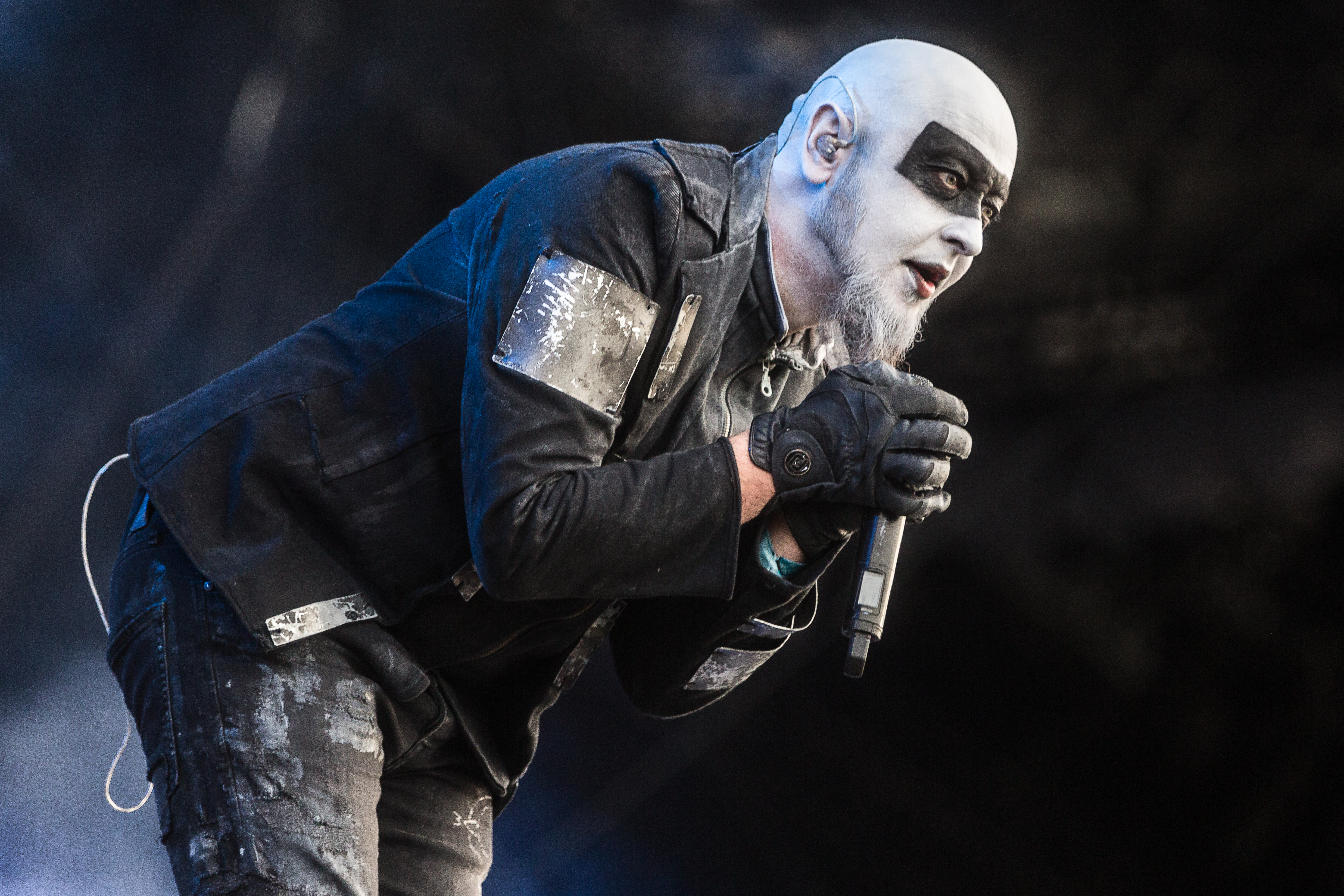
Sänger Thorsten „Nord“ Scharf
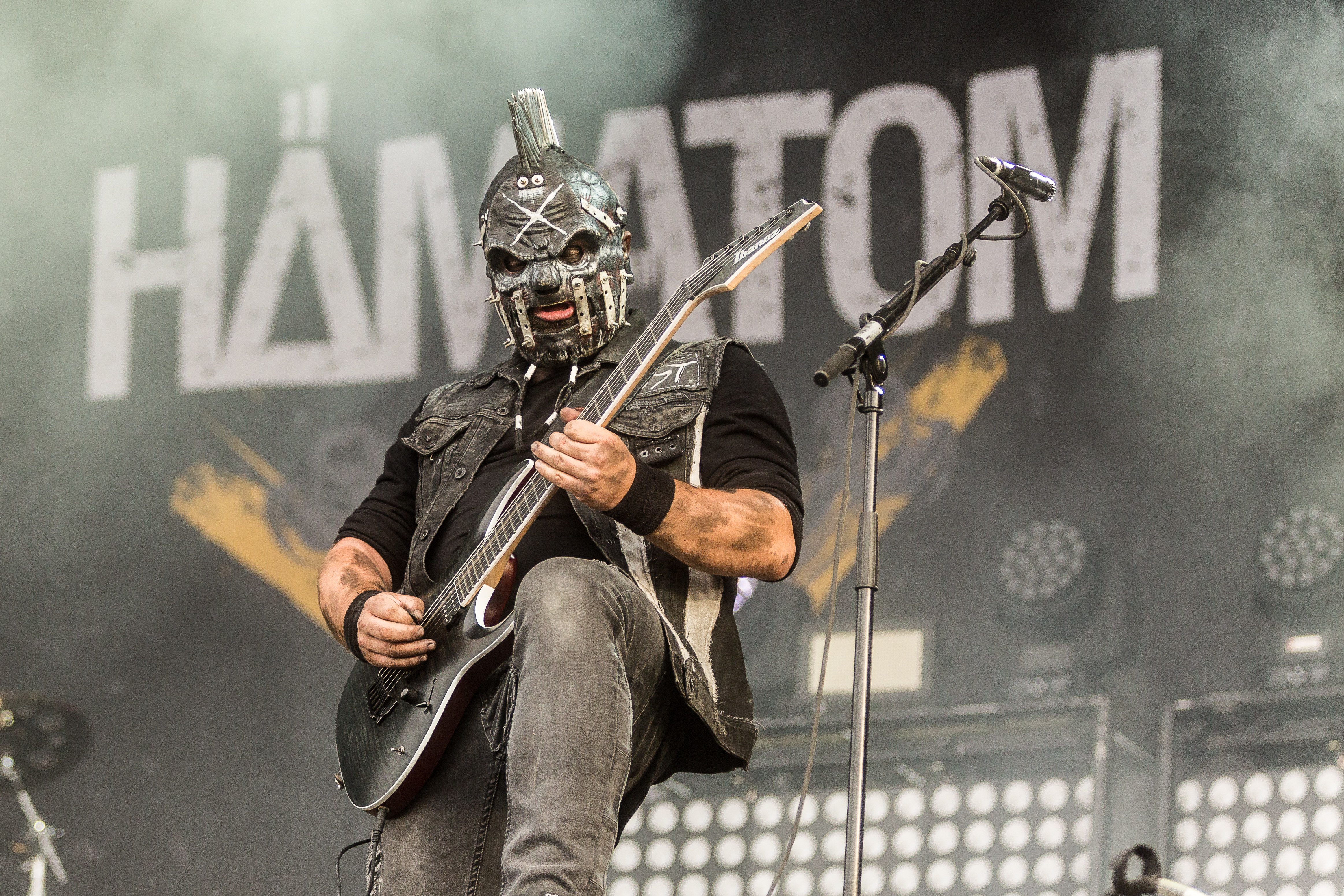
Gitarrist Jacek „Ost“ Zyla
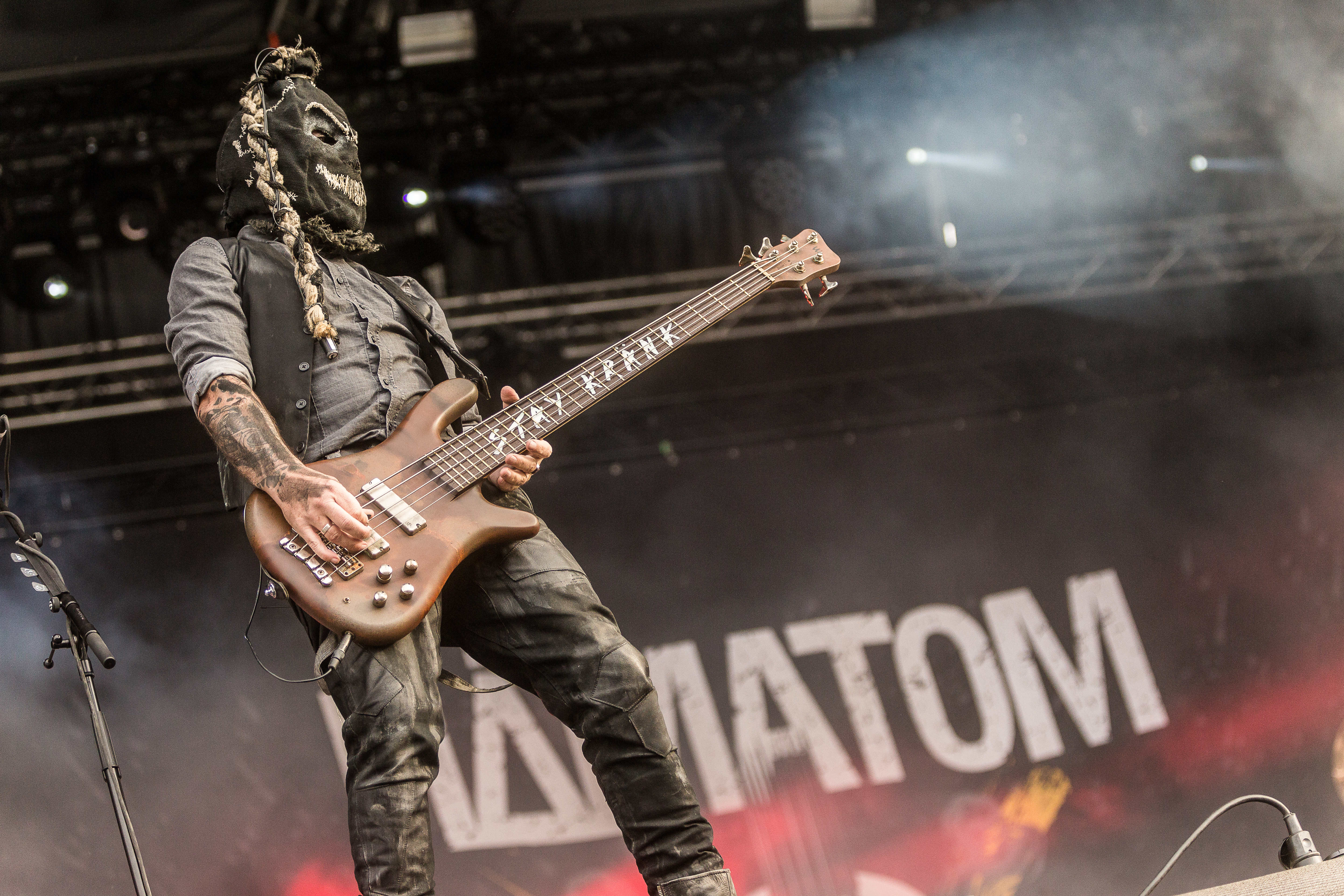
Bassist Peter „West“ Haag (†)
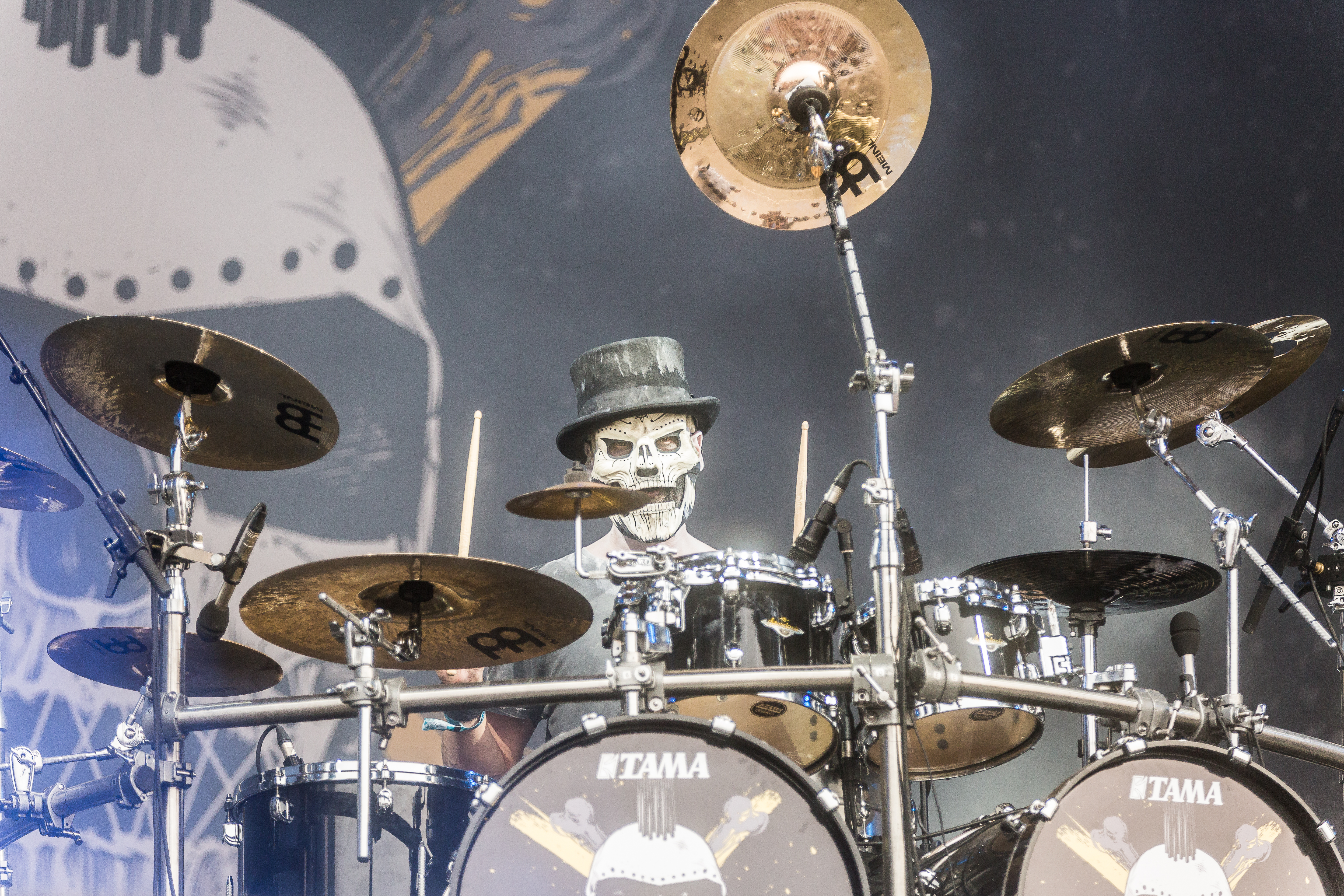
Schlagzeuger Frank „Süd“ Jooss

## Diskografie
Studioalben

| Jahr | Titel Musiklabel                                              | Höchstplatzierung, Gesamtwochen, AuszeichnungChartplatzierungen (Jahr, Titel, Musiklabel, Platzierungen, Wochen, Auszeichnungen, Anmerkungen) | Höchstplatzierung, Gesamtwochen, AuszeichnungChartplatzierungen (Jahr, Titel, Musiklabel, Platzierungen, Wochen, Auszeichnungen, Anmerkungen) | Höchstplatzierung, Gesamtwochen, AuszeichnungChartplatzierungen (Jahr, Titel, Musiklabel, Platzierungen, Wochen, Auszeichnungen, Anmerkungen) | Anmerkungen                              |
| Jahr | Titel Musiklabel                                              | DE | AT | CH | Anmerkungen                              |
| ---- | ------------------------------------------------------------- | --- | --- | --- | ---------------------------------------- |
| 2008 | Wut Megapress (Mega)                                          | — | — | — | Erstveröffentlichung: 25. Januar 2008    |
| 2010 | Stay Kränk Megapress (Mega)                                   | — | — | — | Erstveröffentlichung: 15. Januar 2010    |
| 2011 | Wenn man vom Teufel spricht Rookies & Kings (SPV)             | DE60 (1 Wo.)DE | — | — | Erstveröffentlichung: 30. September 2011 |
| 2013 | Keinzeitmensch Rookies & Kings (SPV)                          | DE21 (1 Wo.)DE | — | — | Erstveröffentlichung: 20. September 2013 |
| 2014 | X Rookies & Kings (SPV)                                       | DE16 (2 Wo.)DE | — | — | Erstveröffentlichung: 17. Oktober 2014   |
| 2016 | Wir sind Gott Rookies & Kings (SPV)                           | DE5 (4 Wo.)DE | AT24 (1 Wo.)AT | CH69 (1 Wo.)CH | Erstveröffentlichung: 7. Oktober 2016    |
| 2018 | Bestie der Freiheit Columbia Records (Sony)                   | DE2 (4 Wo.)DE | AT19 (1 Wo.)AT | CH37 (1 Wo.)CH | Erstveröffentlichung: 26. Januar 2018    |
| 2019 | Maskenball Columbia Records (Sony)                            | DE6 (3 Wo.)DE | AT51 (1 Wo.)AT | CH30 (1 Wo.)CH | Erstveröffentlichung: 30. August 2019    |
| 2021 | Berlin (Ein akustischer Tanz auf dem Vulkan) Anti Alles (RTD) | DE2 (1 Wo.)DE | — | — | Erstveröffentlichung: 2. April 2021      |
| 2021 | Die Liebe ist tot Anti Alles (RTD)                            | DE6 (3 Wo.)DE | — | — | Erstveröffentlichung: 3. Dezember 2021   |
| 2022 | Lang lebe der Hass Anti Alles (RTD)                           | DE7 (2 Wo.)DE | — | CH68 (1 Wo.)CH | Erstveröffentlichung: 4. November 2022   |
| 2025 | Für dich Anti Alles (RTD)                                     | DE2 (1 Wo.)DE | AT30 (1 Wo.)AT | CH54 (1 Wo.)CH | Erstveröffentlichung: 24. Januar 2025    |

## Belege
1. ↑  Metal Hammer: Hämatom: Bassist West ist gestorben. In: metal-hammer.de. 16. August 2023, abgerufen am 2. März 2024.
2. ↑  Verlagsgruppe Hof, Coburg, Suhl Bayreuth: Hämatom: Mit der "Bestie" nach oben - Nordbayerischer Kurier. Abgerufen am 13. Juni 2021.
3. ↑  Vertrag mit Mad Mixx fix. Onetz.de, 10. August 2015, abgerufen am 8. Oktober 2017.
4. ↑  Jacek "OST" Zyla. Roland Meinl Musikinstrumente GmbH & Co. KG, archiviert vom Original (nicht mehr online verfügbar) am 14. November 2017; abgerufen am 14. November 2017.
5. ↑  Peter Haag: Musikagentur BasGit - Über mich. Basgit.de, abgerufen am 8. Oktober 2017.
6. ↑  Frank Jooss: Frank Jooss - Schlagzeugunterricht - Über mich. frankjooss.de, abgerufen am 8. Oktober 2017.
7. ↑  Frank Jooss und 2BOX: Grenzenlose Sounds. In: drums&percussion. REINER H. NITSCHKE Verlags-GmbH, 5. November 2012, archiviert vom Original (nicht mehr online verfügbar) am 15. November 2017; abgerufen am 14. November 2017.
8. ↑  SonyMusic.de: Hämatom: Biografie. Archiviert vom Original (nicht mehr online verfügbar) am 19. August 2019; abgerufen am 19. August 2019.
9. ↑  Earthshaker Fest 2005. In: Metal1.info. 21. Juli 2005 (metal1.info [abgerufen am 3. Juli 2017]).
10. ↑  Wacken.com: Hämatom. Ehemals im Original (nicht mehr online verfügbar); abgerufen am 19. August 2019. (Seite nicht mehr abrufbar. Suche in Webarchiven)
11. ↑  Die Apokalyptischen Reiter, Týr, Hämatom - 14.09.2006 - Karlsruhe, Substage @ Bloodchamber.de. Abgerufen am 11. Juli 2017.
12. ↑  Hämatom • metal.de. In: metal.de. (metal.de [abgerufen am 11. Juli 2017]).
13. ↑  10. Hexentanz Open Air Festival 2015. Abgerufen am 11. Juli 2017.
14. ↑  HÄMATOM: HÄMATOM bei BR3-Suedwild (Zusammenfassung). 19. Oktober 2011, abgerufen am 12. Juli 2017.
15. ↑  Metal Only: METAL ONLY - Das einzig wahre Metalradio im Netz - Team. Abgerufen am 12. Juli 2017.
16. ↑  PREMIERE: Hämatom - Totgesagt...Teil 2 feat. Philipp (Frei.Wild) & Pat (Fiddlers Green). In: YouTube. 26. September 2011, abgerufen am 14. November 2017.
17. ↑  Nicole Clemens, Hermine Clemens: EISBRECHER - "Höllentour II 2012". 1. Februar 2013, abgerufen am 10. Juli 2017.
18. ↑  Hämatom Biografie (Memento vom 12. Oktober 2014 im Internet Archive)
19. ↑  Florian Stangl: Hämatom - Keinzeitmensch Tour 2013. In: Metal-Fotos von Florian Stangl - Where Music Meets The Eye. (metal-fotos.de [abgerufen am 12. Juli 2017]).
20. ↑  Kohlekeller.de: Hämatom Hit The German Album Charts! Abgerufen am 19. August 2019.
21. ↑  Hämatom (Summer Breeze 2015) | Summer Breeze. In: Summer Breeze. (summer-breeze.de [abgerufen am 13. Juli 2017]).
22. ↑  METAL HAMMER präsentiert: Heidenfest 2015. In: Metal Hammer. 19. März 2015 (metal-hammer.de [abgerufen am 13. Juli 2017]).
23. ↑  Power-Metal.de: HÄMATOM - Bassist verstorben, vom 16. August 2023
24. ↑  Redaktion: Hämatom enthüllen „Rose“ als neues Mitglied. Mindbreed.de, 24. Mai 2024, abgerufen am 25. Mai 2024.
25. ↑  HOME - DÄMONENTANZ FESTIVAL. Abgerufen am 13. Juli 2017.
26. ↑  HÄMATOM + Support: apRon - Aladin Bremen. In: Aladin Bremen. 1. Dezember 2016 (aladin-bremen.de [abgerufen am 17. Juli 2017]).
27. ↑  Lothar Gerber: West-Fest: Hämatom feiern verstorbenes Mitglied. Metal Hammer Online, 22. September 2023, abgerufen am 23. Oktober 2023.
28. ↑  Matthias Irrgang: In Gedenken an „West“ – Hämatom veröffentlichen „Gott muss ein Arschloch sein“. Mindbreed.de, 13. Oktober 2023, abgerufen am 23. Oktober 2023.